# Ara della Regina
L'ara della Regina posta sul "Pian di Cìvita", nei pressi di Tarquinia, è un tempio etrusco che veniva utilizzato in antichità per la celebrazione di riti e preghiere; si tratta di uno dei ritrovamenti archeologici più importanti della zona. È ben visibile il basamento e quello che si ipotizza fosse l'accesso alla cella interna del tempio, costruito con blocchi di nenfro, una roccia piroclastica tipica della regione.
La divinità alla quale era destinato il culto all'interno del santuario rimane ancora ignota, ma da studi recenti se ne ipotizza l'identificazione probabilmente con Artume, ossia Diana per i Romani.

## Descrizione
Grazie alle opere di restauro e di scavi svoltesi nel 1938 è possibile visitare quest'opera edilizia datata intorno al IV secolo a.C.. Il basamento, che è l'unico resto rimasto, è in macco, una pietra calcarea diffusa in Etruria.
I Cavalli alati, un'opera di laboriosa manifattura di arte etrusca, costituiscono il più importante ritrovamento avvenuto in questo sito. Questa lastra di terracotta, emersa nel 1938 durante i restauri condotti dall'archeologo Pietro Romanelli, rappresenta due equini alati e venne ritrovata interamente frammentata.
Per la ricostruzione è stato necessario un preciso lavoro di restauro. Anticamente erano però due le lastre che ornavano il frontone del tempio, una raffigurante i due cavalli alati e l'altra contenente una biga, andata perduta. La tavola di terracotta, databile tra la fine del V e gli inizi del IV secolo a.C., è ora conservata al Museo Nazionale di Tarquinia.

## Galleria d'immagini

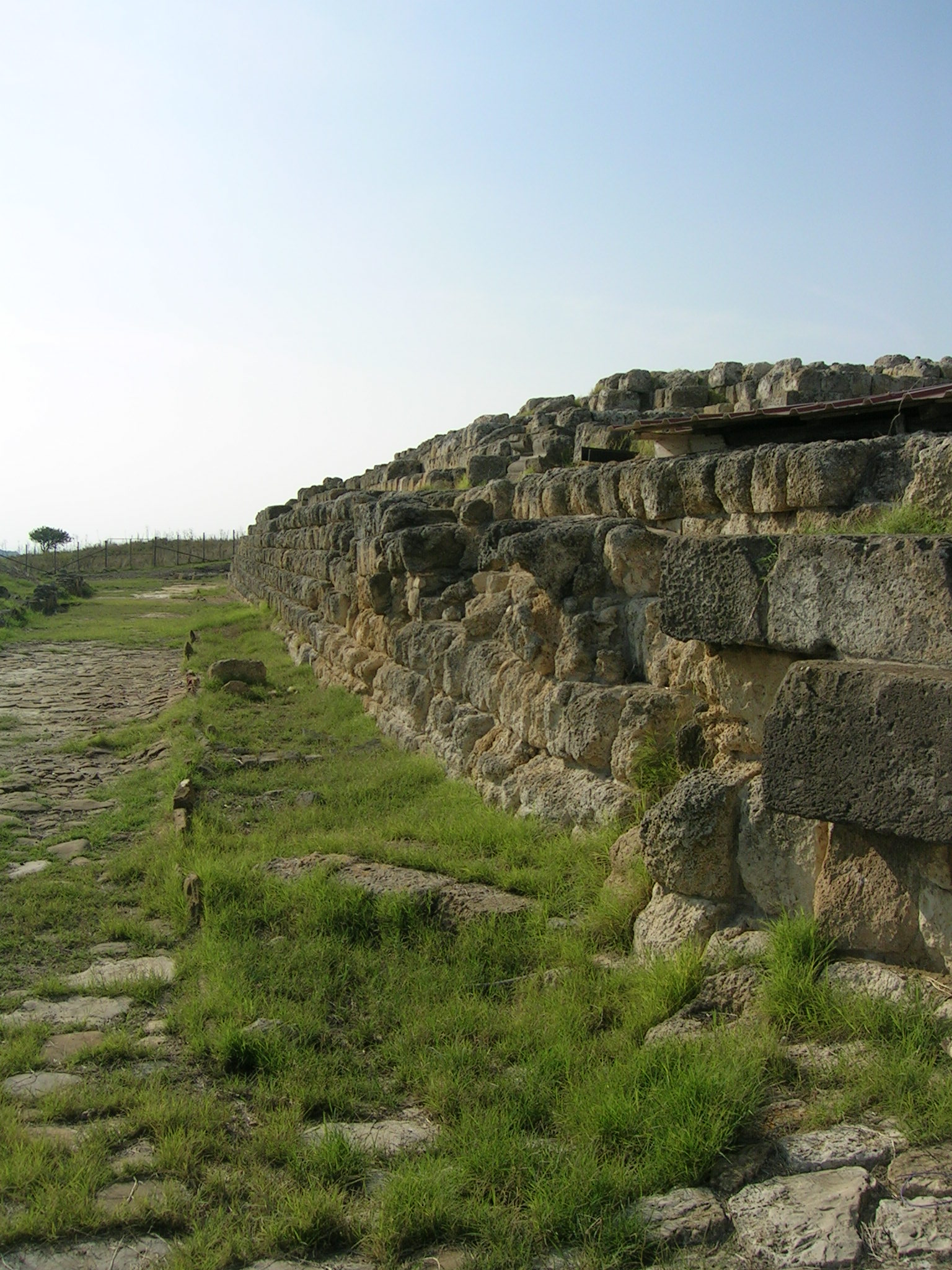
Veduta delle fondamenta ad oggi
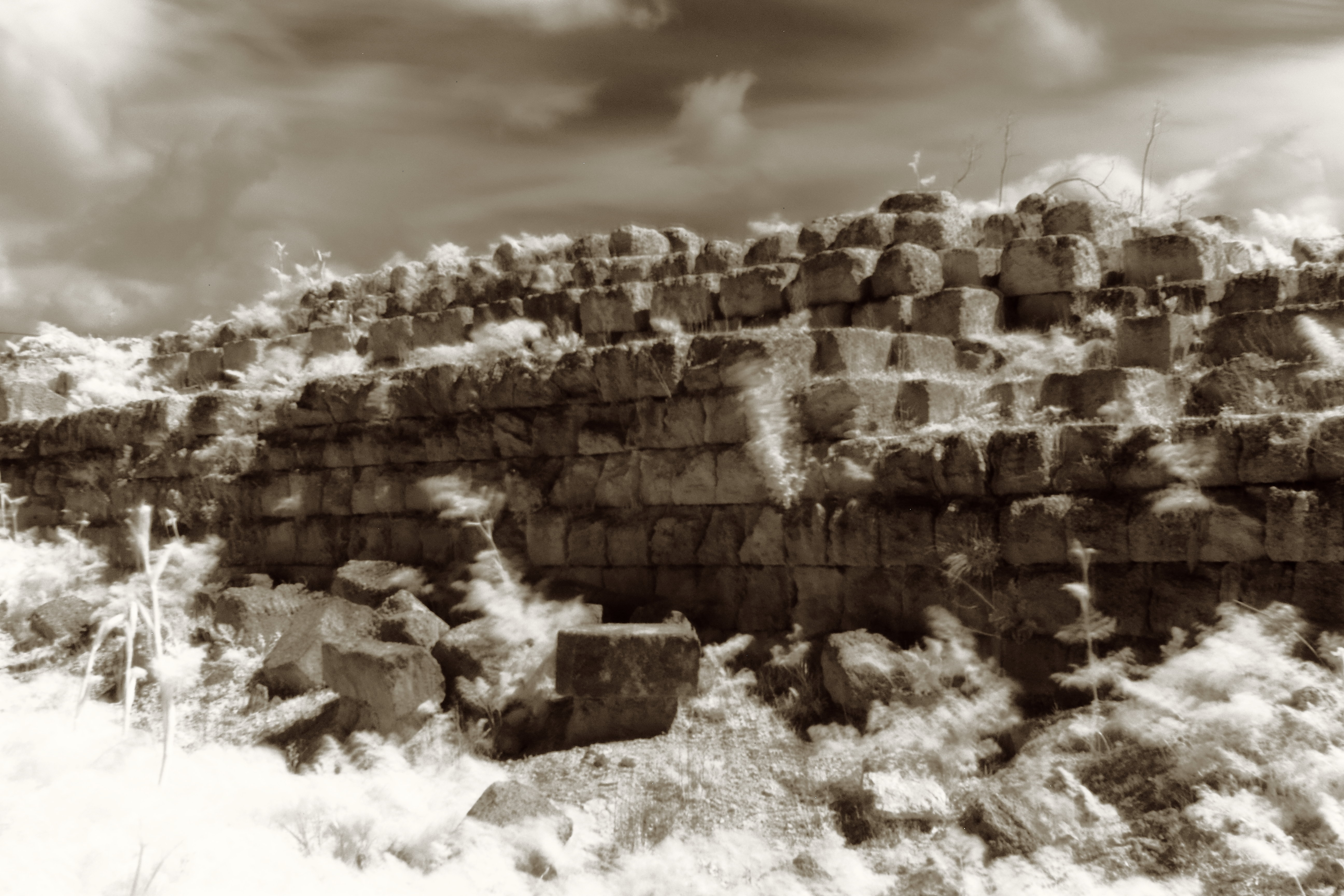
facciata ovest
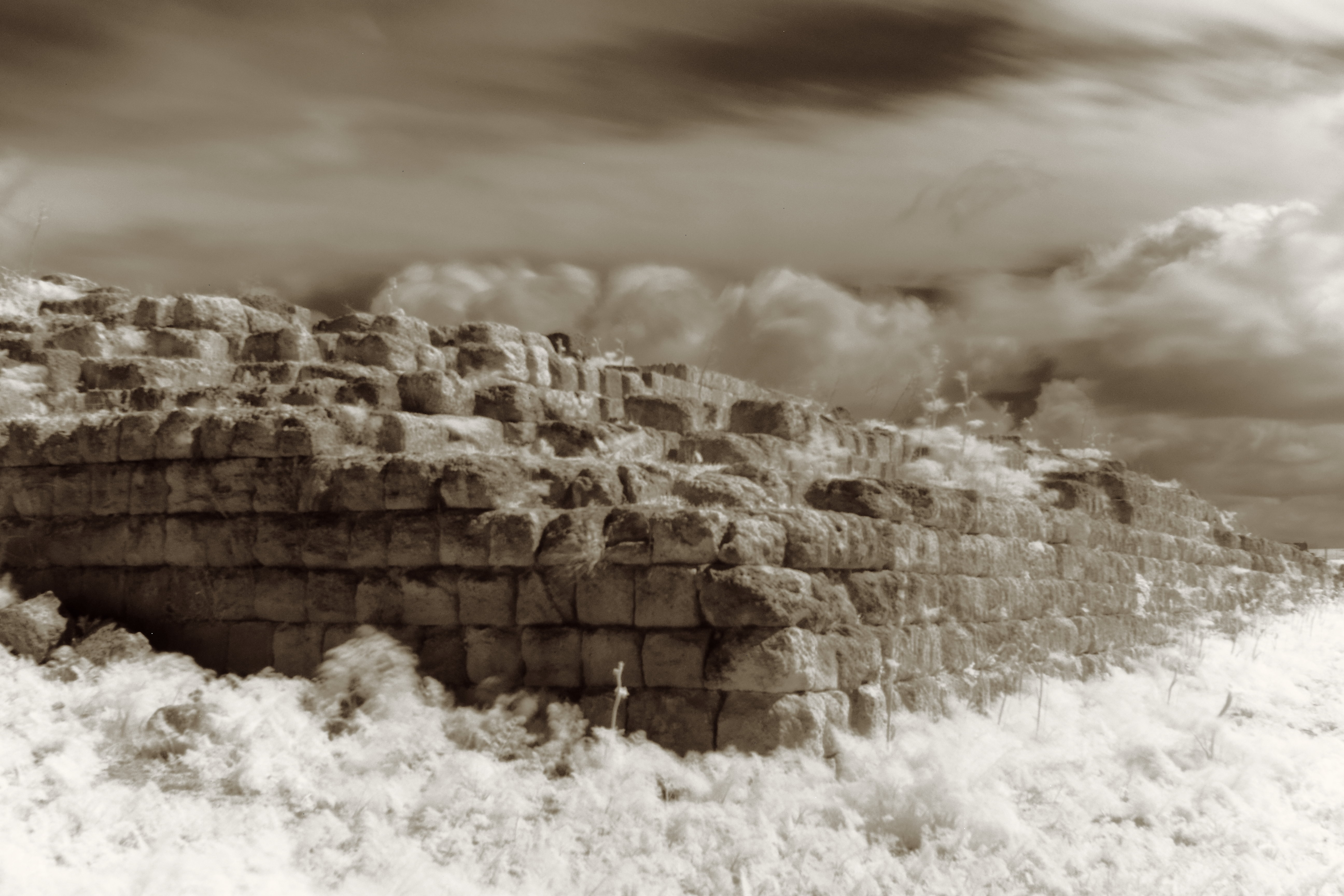
angolo sud-est
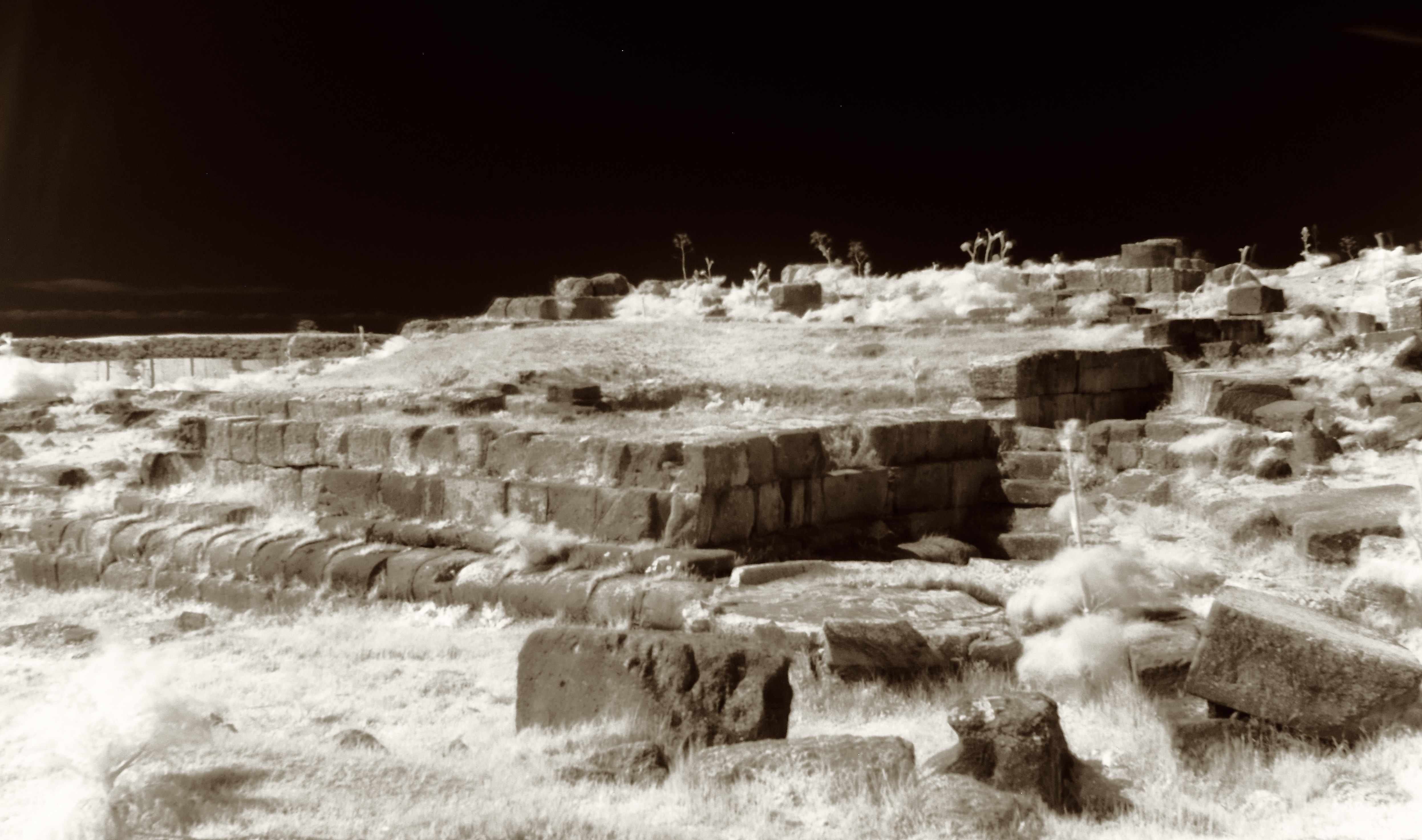
nord-est angolo
Cavalli alati di Tarquinia
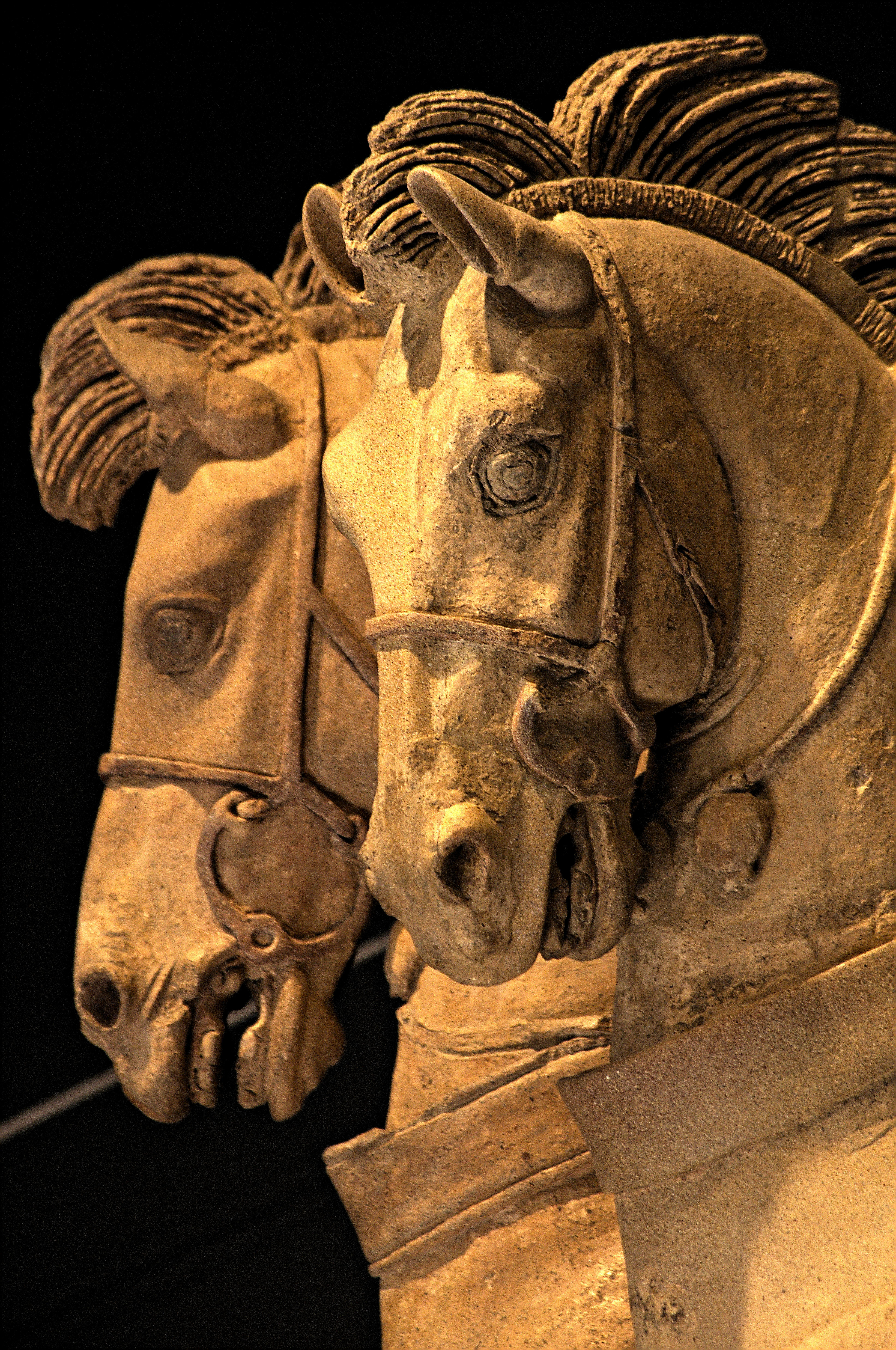
Particolare del gruppo dei Cavalli alati
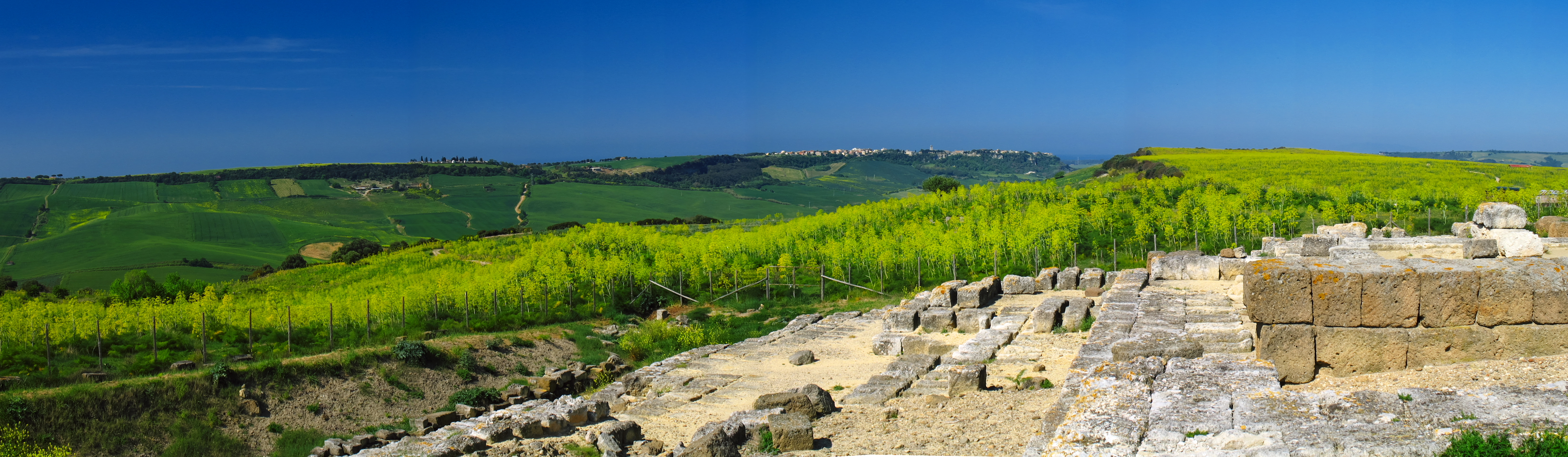
Tarquinia vista dall'Ara della Regina